# Свети Климент Охридски (Диърборн)
„Свети Климент Охридски“ (на английски: St. Clement Ohridski Macedono-Bulgarian Eastern Orthodox Church) е българска православна църква в град Диърборн, Мичиган, Съединенитe американски щати. Църквата е подчинена на Българската източноправославна епархия в САЩ, Канада и Австралия. Църковната община е най-многобройната в българската задокеанска епархия и църквата е най-голямата като постройка.

## Местоположение
Църквата се намира в квартала Уоръндейл, на булевард „Форд Роуд“ (М-153). Непосредствено на изток са Ислямският център на Америка, Арменският център с църквата „Свети Саркис“ и лутеранската църква „Майка на Спасителя“.

## История
Около 1910 година голям брой българи от България и от Османската империя (Македония и Тракия) са привлечени в района на Детройт от работните места, които се предлагат в бързо развиващата се автомобилна индустрия. Първите имигранти в района се черкуват в руски или гръцки православни църкви. През 1927 година православната мисия на Светия синод на Българската екзархия изпраща протопрезвитер д-р Кръстю Ценов в САЩ и Канада, за да организира енории за Българската православна църква. През 1927 година той пристига в Детройт, където основава първата македонобългарска енория под името „Света Троица“. Първите служби се провеждат в епископалната църква „Свети Йоан“ в центъра на Детройт. В 1929 година новоорганизираната енория построява първата си църква, на „25-та“ улица, близо до авеню „Мичиган“. В 1930 година енорийски свещеник е Велик Караджов, който през 1932 година организира Женски клуб. Новосъздадената църковна общност процъфтява, но по време на Голямата депресия през 30-те години повечето от енориашите остават безработни, енорията не успява да си плаща ипотеката и църквата е иззета и обявена за продажба, а енорията е разпусната. Църквата е купена от Македонската политическа организация „Татковина“ и на 17 февруари 1935 година енорията е реорганизирана под името Македоно-българска православна църква „Свети Климент Охридски“. В края на същата година за да ръководи енорията, от България пристига отец Георги Николов. В 1938 година енорията отново е заплашена от фалит и изземване на собствеността, но енориаршите организират седмични вечеринки и летни пикници, на които се събират пари за изплащане на ипотеката. По времена Втората световна война ипотеката е изплатена. В 1947 година е построена зала до църквата.
Към 1946 година епископ Андрей Велички описва енорията като една от най-големите и богати в Българската епархия в Америка.
Към 1963 година се създават планове за изграждането на нова църква на „Форд Роуд“ в Дърбърборн. В църквата обаче се появява разкол, който води до напускането на отец Николов и на редица членове на църквата. Енориашите, които остават при „Свети Климент“ построяват голяма, красива, трикуполна църква с класни стаи за неделното училище и два салона. Началото на строежа е отбелязано на 12 юли 1964 година, а основният камък е положен през юни 1966 година от митрополит Андрей Американски и Австралийски, епископ Партений Левкийски, редица гостуващи духовници и много верни. На 14 септември 1968 година енорийски свещеник става преподобният Панайот Памуков, който с дейността си довежда до дълъг период на растеж на членството и активността на енорията. Сградата на църквата е осветена на 4 юли 1976 година, а ипотеката е изплатена две години по-късно.
На 15 септември 1978 година църквата посреща патриарх Максим Български. В 2019 година в присъствието на митрополит Йосиф Американски, Канадски и Австралийски чества 90 години от основаването на църковната община.